# Anthurium lancetillense
Anthurium lancetillense är en kallaväxtart som beskrevs av Thomas Bernard Croat. Anthurium lancetillense ingår i släktet Anthurium och familjen kallaväxter. Inga underarter finns listade.